# Rue de l'Ange (Colmar)
Pour les articles homonymes, voir Rue de l'Ange.
La rue de l'Ange est une voie de circulation de la commune française de Colmar.

## Situation et accès
Cette voie de circulation, d'une longueur de 130 m, se trouve dans le quartier centre.
On y accède par les rues Vauban, Étroite, des Artisans et du Triangle.
Cette voie n'est pas desservie par les bus de la TRACE.